# هارالد إيدلستام
غوستاف هارالد إيدلستام (بالسويدية: Harald Edelstam) (17 مارس 1913 - 16 أبريل 1989) دبلوماسي سويدى. شغل منـصب سفير دولة السويد بسنتياغو بدولة تشيلى إبان فترة الحرب العالمية الثانية وخلال هذه الفترة اكتسب مستر هارالد إيدلستام اسم شهرته (Svarta nejlikan) وهو يعنى (العشب الأسود: كزبرة الثعلب).

## سيرة
في عام 1970 م أصبح مستر هارالد يعرف باسم (Raoul Wallenberg راؤول فالينبرغ) وذلك بعدما ساعد نظراؤه من السياسيين الكوبيين والأوروغوايين والناشطين السياسيين من سكان تشيلى من بطش الديكتاتورية العسكرية والذين هربوا من الاضطهاد الذي خلقه أوغستو بينوشيه (25 نوفمبر 1915 - 10 ديسمبر 2006) الحاكم الديكتاتوري التشيلي السابق وقائد الجيش التشيلي، والمسئول الأول عن مقتل الرئيس التشيلي المُنتخب سلفادور أليندي في ظروف غامضة الذي تم انتخابه في نوفمبر 1970 إلى أن أُغتيل في 11 سبتمبر 1973.
في عام 1973 قام بينوشيه بانقلاب عسكرى على الرئيس الشرعى المنتخب سلفادور أليندي وتم اغتيال سلفادور أليندي في ذلك الوقت توجهت وحدات عسكرية كاملة من الجيش التشيلى ناحية السفارة الكوبية إذ أن العلاقات باتت متوترة بشدة بين البلدين بعد ذلك الانقلاب العسكرى فتبادل العسكريون بالجيش التشيلى إطلاق النار على مبنى السفارة الكوبية مع السياسيين الكوبيين الذين ردوا بإطلاق النار من النوافذ والوحدات العسكرية التشيلية باتت تقصف موقع السفارة في خضم هذا الصراع الحرج وما يشبه الحرب القائمة توجه مستر هارالد إيدلستام بخطى ثابتة واثقة وبكل قوة وشجاعة وجرأة متخطياً القصف وضرب النيران المتبادل بعد أن طلب من قائد الوحدة التي تقصف بأن يعطوه الوقت ويسمحوا له بأن يقابل نظراؤه الكوبيين فرفض الجنرال بعدها إتجه مستر هارالد نحو مقر السفارة ودخل إليها سائراُ ببساطة أمام الدبابات وعندما هم الجنرال والعسكريين بدخول مقر السفارة الكوبية التي تم قصفها قام مستر هارالد برفع علم دولة السويد على السفارة الكوبية بدلاً من علم كوبا معلناً بذلك مقر السفارة الكوبية بدولة تشيلى سابقا مقر تابع للسفارة السويدية وهي بذلك أرض سويدية تتمتع بحماية وحصانة دولية وأنها تحت حماية دولة السويد وأن أي تعدى لاحق عليها ستكون تشيلى في مأزق مع دولة السويد وحصل للسياسيين الكوبيين على الخروج الآمن من تشيلى العسكرية لبر الأمان.
كما ساعد كوبيين كثيرون في الهرب من تشيلى وظل يساعد النشطاء السياسيين التشيليين المضطهدين في تشيلى وكرمه فيدل كاسترو كبطل.
توفى مستر هارالد عام 1989 م بعد صراع مع مرض السرطان.

## تكريمات
- في عام 2007 تم تكريم مستر هارالد إيدلستام مرة أخرى بإنتاج عمل فنى (فيلم) يجسد شخصيته ورحلة حياته والفيلم تم نشره بعنوان The Black Pimpernel
- في عام 2019، جسده الممثل السويدي ميكائيل بيرسبراندت في المسلسل التلفزيوني الفنلندي التشيلي Invisible Heroes ، الذي يصور جهوده مع القائم بالأعمال الفنلندي Tapani Brotherus لإنقاذ اللاجئين من تشيلي خلال الانقلاب العسكري.